# Mimic
「mimic」（ミミック）は、日本のヴィジュアル系ロックバンド・ナイトメアの19枚目のシングル。2012年2月29日にHPQから発売された。

## 概要
- 前シングル「SLEEPER」からおよそ半年ぶりである。
- 2012年2月29日発売。3タイプリリースであり、Aタイプには「mimic」、Bタイプには「PARANOID」のビデオクリップを収録したDVDが付属する。CタイプはCDのみでボーナストラックが収録されている。
- 表題曲は咲人が作詞・作曲を担当しており、シングルとしては「a:FANTASIA」以来の作曲担当になる。

## 収録曲

### type A/B
CD
1. mimic
作詞・作曲：咲人
  - テレビ朝日「Break Out」2月度オープニングテーマ
2. PARANOID
作詞・作曲：RUKA

DVD (A)
1. 「mimic」 VIDEO CLIP収録

DVD (B)
1. 「PARANOID」 VIDEO CLIP収録

### type C
CD
1. mimic
2. PARANOID
3. Honesty
作詞・作曲：咲人